# Tovomita
Tovomita, biljni rod iz porodice kluzijevki. Postoji 65 priznatih vrsta grmova i drveća iz Srednje i Južne Amerike

## Vrste
1. Tovomita acutiflora M.Barros & G.Mariz
2. Tovomita aequatoriensis Benoist
3. Tovomita albiflora A.C.Sm.
4. Tovomita amazonica Poepp. & Endl. ex Walp.
5. Tovomita atropurpurea Steyerm.
6. Tovomita auriculata Cuello
7. Tovomita brevistaminea Engl.
8. Tovomita calodictyos Sandwith
9. Tovomita caloneura A.C.Sm.
10. Tovomita calophyllophylla García-Villacorta & Hammel
11. Tovomita carinata Eyma
12. Tovomita chachapoyasensis Engl.
13. Tovomita choisyana Planch. & Triana
14. Tovomita clusiiflora (Ducke) L.Marinho
15. Tovomita divaricata Maguire
16. Tovomita duckei Huber
17. Tovomita eggersii Vesque
18. Tovomita elliptica Engl.
19. Tovomita fanshawei Maguire
20. Tovomita foldatsii Cuello
21. Tovomita fructipendula (Ruiz & Pav.) Cambess.
22. Tovomita gazelii Poncy & Offroy
23. Tovomita glazioviana Engl.
24. Tovomita gracilipes Planch. & Triana
25. Tovomita grata Sandwith
26. Tovomita guianensis Aubl.
27. Tovomita hopkinsii Bittrich & L.Marinho
28. Tovomita humilis Ducke
29. Tovomita iaspidis L.Marinho & Amorim
30. Tovomita killipii Cuatrec.
31. Tovomita krukovii A.C.Sm.
32. Tovomita laurina Planch. & Triana
33. Tovomita leucantha (Schltdl.) Planch. & Triana
34. Tovomita longifolia (Rich.) Hochr.
35. Tovomita macrophylla (Poepp.) Walp.
36. Tovomita mangle G.Mariz
37. Tovomita martiana Engl.
38. Tovomita melinonii Vesque
39. Tovomita micrantha A.C.Sm.
40. Tovomita microcarpa Walp.
41. Tovomita morii Maguire
42. Tovomita obovata Engl.
43. Tovomita obscura Sandwith
44. Tovomita parviflora Cuatrec.
45. Tovomita pauciflora Cuatrec.
46. Tovomita plumieri Griseb.
47. Tovomita pyrifolia Planch. & Triana
48. Tovomita riedeliana Engl.
49. Tovomita rubella Spruce ex Planch. & Triana
50. Tovomita salimenae L.Marinho & Amorim
51. Tovomita schomburgkii Planch. & Triana
52. Tovomita secunda Poepp. ex Planch. & Triana
53. Tovomita speciosa Ducke
54. Tovomita spruceana Planch. & Triana
55. Tovomita stergiosii Cuello
56. Tovomita stylosa Hemsl.
57. Tovomita tenuiflora Benth. ex Planch. & Triana
58. Tovomita trachycarpa L.Marinho
59. Tovomita trojitana Cuatrec.
60. Tovomita turbinata Planch. & Triana
61. Tovomita umbellata Benth.
62. Tovomita uniflora G.Don
63. Tovomita vismiifolia L.Marinho
64. Tovomita volkeri L.Marinho
65. Tovomita weberbaueri Engl.

## Sinonimi
- Beauharnoisia Ruiz & Pav.
- Euthales F.Dietr.
- Marialva Vand.
- Micranthera Choisy
- Tovomitidium Ducke